# Hyderabad (fyrstestat)
 For alternative betydninger, se Hyderabad. (Se også artikler, som begynder med Hyderabad)
Hyderabad var en stat på det indiske subkontinent. Staten blev etableret i 1724 og eksisterede frem til 1948, hvor den blev indlemmet i Indien. Staten var den største af de indiske fyrstestater i kolonitidens Indien, og havde i 1947 en befolkning på over 16 millioner. Den blev regeret af en hersker med titlen nizam. Herskeren var muslim, mens befolkningen overvejende var hinduer. Byen Hyderabad var landets hovedstad.
Asaf Jahi-dynastiet var et dynasti af tyrkisk oprindelse fra en region omkring Samarkand i det nuværende Usbekistan, der kom til Indien i slutningen af 1600-tallet, hvor dynastiet indgik som forvaltere i Mogulriget. De overtagne dele af Indien indgik i Mogulriget i 1680’erne. Da Mogulriget blev svækket i 1700-tallet, erklærede Kamar-ud-din provinsen uafhængig med sig selv som hersker under navnet Asaf Jah og med titel som ‘’nizam’’.
I takt med Mogulrigets svækkelse voksede det hinduistiske Maratharige frem i Indien. Nizamen var involveret i en række krige og slag, der alle resulterede sejr til Marathariget og tab af territorium for nizamen.
Den løbende svækkelse af nizamens stat medførte, at nizamen i 1798 indgik en aftale med British East India Company, hvorved nizamen overlod udenrigsanliggender til kompagniet, hvorved staten Hyderabad i realiteten blev en vasalstat og derved en del af briternes indirekte styre af Indien gennem flere hundrede fyrstestater.
Ved Indiens deling og selvstændighed i 1947 søgte nizam Asaf Jah VII at gøre landet selvstændigt, hvorved en konflikt med den nydannede indiske republik opstod. I september 1948 invaderede Indien landet, der herefter blev indlemmet i Indien som en delstat.

## Etymologi
Staten havde navn efter sin hovedstad Hyderabad. Bynavnet Hyderabad forklares som en reference til Ali ibn Abi Talib, fætter og svigersøn til islams grundlægger Muhammed og islams fjerde kalif. På grund af sit ry som en modig kriger fik Ali tilnavnet haidar, der betyder “løve”. Leddet “bad” betyder “by”, og en direkte oversættelse af navnet er derfor “løvebyen”.
På dansk blev staten tidligere også omtalt som Haidarabād. Staten omtales også som Hyderabad og Berar; hvor sidstnævnte henviser til provinsen Berar, et omstridt område nord for selve Hyderabad. Andre navne, der blev benyttet for staten var Hans højhed nizamens besiddelser og “Nizam’s Rige”.
Da der også findes en by med navnet Hyderabad ved floden Indus i provinsen Sind, blev byens navn til tider skrevet som Hyderabad (Deccan), for at markere byens beliggenhed i det sydlige centrale Indien.

## Naturgeografi
Staten Hyderabad lå på Deccanplateauet i det centrale Indien. Den havde oprindeligt adgang til havet i øst, men mistede denne, da nizamen måtte afstå områder til briterne. Dermed blev Hyderabad en indlandsstat, helt omsluttet af Britisk Indien, bortset fra en kort grænse til fyrstestaten Bastar i nordøst. Spredte eksklaver lå inde i Britisk Indien, særlig i vest, og tilsvarende fandtes britisk-indiske enklaver i Hyderabad.
Floderne Manjira og Godavari opdelte staten i to regioner, Marathwada og Telangana. Nord og vest for floderne var landet præget af bakker og bjerge med en rig landbrugsjord velegnet til dyrkning af hvede og bomuld. Syd og øst for floderne var der mindre vegetation og jorden var bedre egnet til dyrkning af ris. I de bjergrige egne fandtes forekomster af diamanter, guld, kul og jernmalm.

## Demografi
Hyderabad var den mest folkerige af de indiske fyrstestater og havde i 1901 dobbelt så mange indbyggere som den næststørste fyrstestat, Mysore. Folketallet blev påvirket af hungersnød fra 1876 til 1878, i 1897 og i 1900. Folketællingerne i 1911 og 1921 viste store udsving i folketallet. Forklaringen kan delvis ligge i usikre folketællingsmetoder, men en øget dødelighed på grund af epidemier af bl.a pest og kolera spillede også ind. I årene 1918 til 1919 hærgede influenzapandemien Den spanske syge i Indien. Hyderabad blev ramt i oktober 1918. Landet mistede 350.000 menneskeliv under epidemien. Før dette havde pest og kolera hærget, og i 1920 var det også uår med fejlslagen høst og sult i dele af landet.
Fra sidste halvdel af 1800-tallet fandt der indvandring sted fra andre dele af Indien, særlig af kvalificeret personale til den muslimsk dominerede statsadministration, hvilket medførte modsætninger mellem de oprindelige indbyggere og indvandrerne.
I 1901 levede 90 % af befolkningen i landsbyer. Landsbyerne havde en gennemsnitsstørrelse på 500 indbyggere. Det fandtes 79 større byer og 20.010 landsbyer.
Hovedstaden Hyderabad var største by. Den voksede fra 145.039 indbyggere i 1891 til 739.159 i 1941. Næststørste by var Warangal med en befolkning i 1931 på 62.119, og tredjestørst var Gulbarga med et folketal på 41.083. Derefter fulgte Aurangabad (29.288), Raichur (27.910) og Nander (26.992).
Der blev gennemført folketælling hver 10. år, samtidig med det øvrige britisk kontrollerede Indien. Hyderabads Statistics Department blev etableret i 1919.

### Religion
Befolkningen i Hydeberad var overvejende hinduer. Andelen af hinduer gik ned over tid, fra over 90 % i 1891. Dette skyldtes delvis muslimsk og kristen mission, men også indvandring af muslimer fra andre dele af Indien. Nizamene var sunnimuslimer og eliten i statsadministrationen udgjordes også af muslimer.
I 1921 var 85 % af befolkningen hinduer, mens 10 % var muslimer. Forholdet var anderledes i byerne, hvor andelen af muslimer var højere. I byerne var 43 % muslimer og 52 % hinduer. Forholdet mellem den politiske elites og befolkningens religion blev afgørende for statens udvikling og skæbne ved Indiens deling og selvstændighed.
Udover de to hovedreligioner, fandtes også mindre samfund af animister, kristne, jainer, sikher og parsier. Den katolske kirke etablerede et apostolisk vikariat med sæde i Hyderabad i 1851, og det blev eleveret til bispedømme i 1888.

### Sprog og befolkningsgrupper
Et mangfoldighed af sprog blev talt i Hyderabad. Hofsproget var persisk og eliten talte urdu, mens de brede lag af befolkningen talte telugu, marathi og kannada. Persisk blev i statens tidlige år også benyttet som administrationssprog, men blev i 1880’erne erstattet af den hyderabadske variant af urdu. Urdu forblev elitens sprog, knyttet til den centrale statsadministration. Marathi blev talt af befolkningen i den nordlige del af regionen Marathwada, mens kannada var sproget i de sydlige dele af regionen. I regionen Telangana i øst blev talt telugu.
I 1921 talte 10 % af befolkningen urdu. 42 % af befolkningen talte telugu, 26 % marathi og 12 % kannada.
Udover de tre sproglige hovedgrupper fandtes flere mindre grupper af urfolk i staten. De vigtigste af disse var gonder, lambadier, koyaer, chenchuer og kondareddier.

## Historie
Byen Hyderabad ved floden Musi blev grundlagt i 1589 og var hovedstad i sultanatet Golconda. Området Deccan kom under stormogulen, der i 1685 erobrede byen Hyderabad. I 1713 udpegede stormogulen turkmeneren Kamar-ud-din til subahdar eller guvernør af Deccan. Han vandt gradvis uafhængighed fra centralmagten og blev i 1724 grundlægger af staten Hyderabad. Kamar-ud-din blev kendt som Nizam-ul-Mulk og tog herskernavnet Asaf Jah. Samtidig grundlagde han nizamdynastiet, der regerede Hyderabad, indtil staten blev indlemmet i Indien i 1948. Nizamdynastiet sikrede sig store landområder og privat ejendom, som forblev i dynastiets private eje i hele statens levetid.

### Arvestrid, britisk og fransk rivalisering
Efter at Asaf Jah døde i 1748 fulgte arvekrige, hvor både Det britiske Ostindiske kompagni og Det franske ostindiske kompagni engagerede sig. Med Mogulrigets undergang opstod et vacuum på det indiske subkontinent, hvor Storbritannien og Frankrig var i intens konkurrence. Franskmændene havde betydelig indflydelse i Deccan bl.a. som følge af deres handelsstation i Pondicherry. På tidspunktet for Asaf Jahs død var staten på sit højeste med omfattende besiddelser, men den efterfølgende interne splittelse og arvefølgekrig medførte en svækkelse af staten. Forskellige fraktioner kæmpede indbyrdes om magten, hver støttet af englænderne og franskmændene. I årene efter Asaf Jahs død blev Hyderabad regeret kortvarigt af to nizamer (Nasir Jung og Muzaffar Jung), der dog begge blev dræbt af revaliserende fraktioner.
Herefter blev titlen som nizam i 1751 overtaget af den fransk støttede Salabat Jang. Som betaling for støtten modtog franskmændene af nizamen territorier langs østkysten. Rivaliseringen mellem Frankrig og Storbritannien var på dette tidspunkt på sit højeste, men Frankrig trak sig i 1754 ud af den direkte rivalisering med England, da de afsatte lederen af det Ostindiske kompagni, Joseph François Dupleix. Hyderabad under nizamen Salabat Jang var dog i dennes regeringstid indtil 1762 fortsat fransk interesseområde, og nizamen deltog ikke i Den første indiske uafhængighedkrig i 1857 mod det britisk ostindiske kompagni, hvilket gav nizamen britisk titel af “trofast allieret” (“Faithful Ally”). Efter Salabat Jangs afsættelse afviklede det franske Ostindiske kompagni sin virksomhed i 1769. Efter franskmændene nedlagde det Ostindiske kompagni, intensiverede det britiske kompagni sine aktiviteter i Indien under ledelse af Robert Clive, og Det britiske Ostindiske kompagni blev herefter en dominerende magtfaktor.
Salabat Jang blev styrtet i 1762 af sin yngre bror Ali Khan (også kaldet Asaf Jah 2.), der i 1763 flyttede hovedstaden fra Aurangabad til Hyderabad. Ali Khan erobrede territorierne Aurangabad, Bidar og Sholapur i en række krige mod Marathaforbundet, men på trods af disse territoriale sejre skrumpede nizamens indflydelse og besiddelser i Ali Kahns 50-årige regeringsperiode. Ali Kahn måtte afstå territorier til både franskmændene og englænderne som betaling for militær støtte i konflikterne mod Marathaerne, herunder territorier Northern Circars (den nuværende kystregion Coastal Andhra region of the state of Andhra Pradesh) til franskmændene som en “evig gave” og the Carnatic regions briterne, franskmændene og Hyder Ali, herskeren af Kongeriget Mysore. Ali Kahn afviste at indgå en fast alliance med Hyder Ali og Kongeriget Mysore, der muligvis ville have kunnet begrænse den britiske ekspansion på det indiske subkontinent. Ali Kahn lod sig dog involvere i den første (1767–1769) og anden engelsk-mysoreanske krig (1780-1784) på mysoreansk side, hvilket imidlertid førte til yderligere svækkelse af nizamen og dennes besiddelser i takt med, at briternes indflydelse voksede.
Under den tredje engelsk-mysoreanske krig (1789-1792) støttede nizamen briterne i kampene mod Mysore og Tipu Sultan.

### Britisk dominans
De mange krige i sidste halvdel af 18. Århundrede havde slidt på staten, og i 1798 blev nizam Ali Khan tvunget til at acceptere britisk overhøjhed, og Hyderabad blev, som den første indiske stat, en vasalstat under Det britiske Ostindiske kompagni. Briterne udpegede en repræsentant, kaldet “Resident”, til at varetage de britiske interesser. Der blev etableret en militærstyrke under britisk kontrol, som nizamen var forpligtet til at betale for. Administrationen af Berar blev i 1853 afstået til det Ostindiske kompagni for at finansiere militærstyrken til beskyttelse af Hyderabad. I dette arrangement styrede briterne al forsvars- og udenrigspolitik, mens nizamen beholdt uafhængighed i indre anliggender, dog under overopsyn af den britiske resident. Briternes indflydelse blev løbende forøget i takt med, at mere og mere af Indien kom under britisk kontrol.

### Reformer og modernisering
Fra 1869 regerede nizam Mahbub Ali Khan, men politikken blev længe domineret af en stærk diwan (statsminister), Salar Jung. Diwan Salar Jung satte gang i flere reformer. Opkrævning af skatter og afgifter var overladt til private, en ordning nizamen og staten tabte på, og de manglende skatteindtægter indebar, at nizamen blev afhængig af låneoptagelse hos bl.a. Indflydelsesrige bankfolk i Hyderabad. Diwan Salar Jungs reformerede bl.a. skatteforvaltningen, således at skatteopkræverne blev ansat med løn, hvilket medførte øgede indtægter, ligesom indtægterne for afståelsen af provinsen Berar til briterne gav indtægter til nizamen, der på denne måde kunne betale udgifterne til opretholdelse af det britiske militære kontingent. Under Salar Jung blev også oprettet en statsbank. Postvæsen, telegraf, jernbaner og elforsyning blev udbygget i sidste halvdel af 1800-tallet.
Salar Jung gennemførte ligeledes reformer af militæret og oprettede en hær kontrolleret centralt frem for de tidligere styrker, der var stillet til rådighed af af godsejerne. Ved reformerne af statsforvaltningen blev mange af de nye statsansatte medarbejdere hentet fra Nordindien, for det meste muslimer, noget der skabte spændinger i staten mellem mulkier (“landsmenn”) og de nye muslimske tilflyttere.
I denne perioden blev jernbanen udbygget efter britisk ønske. Tilslutningen til Great Indian Peninsula Railway skete ud fra britiske militære hensyn og ikke ud fra hensyn til Hyderabads økonomiske udvikling. Jernbaneselskabet Nizam's State Railway (NSR) blev efterfulgt af Nizam's Guaranteed State Railway (NGSR) ved udvidelse af jernbanenettet. NGSR blev også en udgiftspost for staten, men særlig britiske investorer tjente på selskabet, da aktierne i selskabet gav garanteret udbytte. Betingelserne var for Hyderabad så dårlige, at det kom til offentlig kritik og protester.

### Det første tiår af 1900-tallet
Nizamen Osman Ali Khan var loyal mod briterne under første og anden verdenskrig og bidrog til krigsindsatsen med troppebidrag og politisk og økonomisk støtte. Særlig i 1. verdenskrig var dette vigtigt, da nizamen opfordrede indiske muslimer til at kæmpe på de allieredes side mod Det osmanniske rige med sultan og kalif.
Hyderabad var længe præget af religiøs tolerance og fredelig sameksistens mellem befolkningsgrupperne. Politikken blev varetaget af nizamen i et samspil med medlemmer af den øverste elite, adelen og den britiske resident. Nizamens styre blev accepteret af folket, idet nizamen i befolkningen havde oparbejdet betydelig goodwill som følge af den langvarige sameksistens mellem hinduer og muslimer under nizamenes styre, ligesom staten Hyderabad trods de territoriale afståelser gennem tiden trods alt var den største og mest betydende af de indiske fyrstestater. Nizam Osman Ali Khan var en tilbaketrukken hersker, der stod for et traditionsbundet og detailorienteret styre, uden direkte kontakt med folket, der udfyldte sin rolle ved at kontrollere og styre statstjenestemændene, ikke ved at rådføre sig med folket.

### Politisk polarisering
Da hinduer og muslimer ved slutningen af 1930’erne etablerede politiske partier, og politikken i stadig større grad blev polariseret, kom nizamen til sidst til politisk at støtte sig på statstjenestemænd udefra og til den muslimske side i den spirende konflikt i Britisk Indien. Nizamen ønskede et muslimskstyret Deccan regeret af nizamdynastiet med en effektiv administration, der sørgede for ro og orden. Disse planer kolliderede med Kongrespartiets planer for Indien efter uafhængigheden.
Efter afslutningen af anden verdenskrig stod Hyderabad overfor øget pres udefra samtidig med at at indre uroligheder brød ud flere steder i staden. Regeringen var domineret af det yderliggående muslimske parti Ittihad og dets paramilitære organisation Razakar, der terroriserede den hinduistiske såvel som den muslimske befolkningen og som deltog på regeringens side i kampen mod bondeoprørerne i Telangana. Bondeoprøret blev ledet af Kommunistpartiet. I guerillakrigen der fulgte skaffede oprørerne sig i 1948 kontrol over 3000 landsbyer.

### Konflikt med Indien
Ved Indiens deling og uafhængighed i 1947 havde fyrstestaterne ifølge Indian Independence Act mulighed for at slutte sig til enten Den Islamiske republik Pakistan eller til Republikken Indien eller til at vælge autonomi. I realiteten blev der imidlertid lagt et betydeligt pres på fyrstestaterne til at tilslutte sig enten Pakistan eller Indien. I Hyderabad mobiliserede hinduerne for tilslutning til Indien og fik støtte af Kongrespartiet, som i juni 1947 varslede, at partiet ville opmuntre til oprør i fyrstestater, som modarbejdede partiets plan om et frit og forenet Indien.
Nizamen valgte at søge en løsning, hvor Hyderabad opretholdt sin status som selvstændig stat, uafhængig af en ny indisk stat, helst i direkte forbindelse med Storbritannien og med britiske tropper stationeret i Hyderabad. Hyderabads regering bad om støtte fra Georg 6. af Storbritannien og kunne henvise til, at briterne i 1802 ved en traktat havde forpligtet sig til at stille mindst 5.000 infanterister, 2.000 kavalerister og fire artilleribataljoner til forsvar af Hyderabad. Landet appellerede til FNs sikkerhedsråd om at behandle Hyderabads sag. For at få adgang til havet søgte Hyderabad en aftale med Portugal om at overtage Marmagao i det sydlige Goa.
En etårig stilstandsaftale mellem Hyderabad og Indien blev indgået i november 1947, men internt steg spændingerne, og konflikten med Indien spidsede til i løbet af perioden. Den 13. september 1948 kl. 16 angreb den indiske hær Hyderabad fra alle retninger under Operation Polo, og få dage senere, den 17. september kl. 17, kapitulerede Hyderabad. Indien indsatte en militærguvernør.

### Del af Indien
I 1950 blev landet gjort til en delstat i Indien. Den 1. november 1956 blev delstaten Hyderabad opløst som et led en større omstrukturering af delstaterne i Indien, og Hyderabad blev opdelt efter sproggrænser og indlemmet i delstaterne Andhra Pradesh, Bombay og Mysore. Andhra Pradesh har telugu som dominerende sprog, i delstaten Bombay dominerer de tre sprog marathi, gujarati og kannada, mens delstaten Mysore har kannada som største sprog.
Senere har opdelingen af den tidligere fyrstestat fortsat langs sproglige grænser. Den 1. maj 1960 blev delstaten Bombay opdelt i de to stater Gujarat, med gujarati som dominerende sprog, og Maharashtra, hvor hovedsproget er marathi. Delstaten Mysore skiftede i 1973 navn til Karnataka; den er domineret af kannada og omfatter også områder fra den tidligere delstat Bombay. Den 2. juni 2014 blev Telangana, en af de to hovedregioner i den gamle fyrstestat Hyderabad, udskilt fra Andhra Pradeh og gjort til egen delstat.

## Politik og administration

### Politisk system
Hyderabad var et monarki med en autokratisk monark. Staten var mindre udviklet i forhold til de andre fyrstestater og Britisk Indien, når det kom til politiske reformer. Mod slutningen af dens eksistens blev det vedtaget at indføre repræsentative organer, men disse kom ikke i funktion, før landet blev indlemmet i Indien.

### Statsoverhoved
Magten i staten lå hos herskeren. Nizamen rangerede blandt de mest fornemme af herskerne i kolonitidens Indien. Han havde krav på en salut på 21 skud. Mens andre herskere blev omtalt som hans højhed, fik nizamen af Hyderabad i 1918 tiltaleformen hans fornemme højhed.
Oversigt over nizamer af Hyderabad
Efter at statens grundlægger døde, fulgte strid om arvefølgen. Fra og med 1862 tog nizamene herskernavnet Asaf Jah; statens grundlægger regnes som den første med dette herskernavn. Nizamene omtales ofte også med deres personnavn.
Staten Hyderabad havde følgende herskere:
| - Kamar-ud-din, Nizam-ul-Mulk, Asaf Jah I (1724–1748) - Nasir Jang (1748–1750) - Muzaffar Jang (1750–1751) - Salabat Jang (1751–1762) - Ali Khan, Asaf Jah II (1762–1803) | - Sikander Jah, Asaf Jah III (1803–1829) - Farkundah Ali Khan, Asaf Jah IV (1829–1857) - Tahniyath Ali Khan, Asaf Jah V (1857–1869) - Mahbub Ali Khan, Asaf Jah VI (1869–1911) - Osman Ali Khan, Asaf Jah VII (1911–1948) |

### Regering og lovgivende råd
Statsadministrationen blev ledet af en diwan, i praksis landets statsminister, der blev udpeget af nizamen. I perioden 1914 til 1919 styrede nizamen uden diwan, men blev presset af den britiske residens til at genindføre embedet.
Ved begyndelsen af 1890’erne nedsatte nizamen et lovgivende råd og et regeringsråd. Medlemmerne af de to råd blev udpeget af nizamen, der dog fortsat havde den øverste myndighed i staten og som frit kunne ændre rådenes beslutninger. Gentagne udredninger og rapporter i 1920’erne og 1930’erne om indførelse af stemmeret, repræsentative organer og ansvarlig regering førte kun til beskedne ændringer.
I august 1946 erklærede nizamen indførsel af en lovgivende forsamling med 132 repræsentanter, hvoraf 76 var valgte, 43 nominerede og 13 udnævnte. Sammensætningen var baseret på tanken om paritet mellem de to religiøse samfundsgrupper. Hinduer og muslimer fik 58 repræsentanter hver, med to mandater reserveret for kristne og et for parsiene.
Først efter anden verdenskrig fik partierne en rolle i regeringsdannelsen. Både Hyderabad State Congress, hvor hinduene dominerede, og det muslimske Majlis-e-Ittihad-ul-Muslimeen blev inviteret til at deltage i regeringen, men førstnævnte afslog. Regeringen i 1946 blev følgelig domineret af det muslimske parti.

### Britisk kontrol
Hyderabad var under britisk overhøjhed og blev som vasalstat kontrolleret af briterne gennem vicekongens stedlige repræsentant, en resident, som holdt til i den britiske enklave Secunderabad, hvor briterne havde placeret en større militærstyrke. Da Asaf Jah VII udfordrede briterne ved at hævde ligeværdig status i relationerne mellem Hyderabad og briterne, fik han i 1925 et svar fra vicekongen, Rufus Isaacs, som viser fyrstestaternes underordnede stilling: «The sovereignty of the British Crown is supreme in India, and therefore no Ruler of an Indian State can justifiably claim to negotiate with the British Government on an equal footing.»

### Politiske partier
I 1920’erne opstod en række organisationer med politisk tilsnit. Nogle havde et sprogligt og kulturelt virkefelt, og der blev dannet organisationer for alle de tre store sproggrupper: Maharashtra Parishad blandt maharathitalende, Karnataka Parishad blandt kannadatalende og Andhra Jana Sangh blandt telugutalende. Andre repræsenterede en form for Deccan-nationalisme som havde vokset frem ved Osmania-universitetet, og som appellerede til både muslimer og hinduer samtidig som den var loyal mod nizamen. I 1935 blev Nizam's Subject League og Mulki League stiftet. Sidstnævnte ønskede at bevare Hyderabad som en selvstændig stat og havde modvilje mod briterne så vel som tilflyttere fra andre dele af Indien. Konstitutionelle reformer var et hovedmål og ligaen appellerede til begge de to store religiøse befolkningsgrupper.
I slutningen af 1930’erne blev politikken stadig mere polariseret, og den religiøse skillelinje mellem muslimer og hinduer blev den vigtigste. Det muslimske Majlis-e-Ittihad-ul-Muslimeen, eller bare Ittihad, som blev stiftet i 1927 og som mest havde bedrevet religiøse og sociale aktiviteter, blev mod slutningen af 30’erne en politisk organisation. Ittihad blev med tiden stadig mere yderliggående og knyttede til sig den paramilitære organisation, Razakar. Ittihad dominerede regeringen de sidste år af staten Hyderabads eksistens og arbejdede for en selvstændig, muslimskledet stat.
På hinduistisk side blev Hyderabad State Congress (HSC) stiftet i oktober 1938. Partiet krævede grundlovsreformer, civile og politiske rettigheder for befolkningen. Partiet blev omgående forbudt af myndighederne og ledelsen fængslet. HSC blev tilladt i 1946. Den pan-indiske, hinduistiske reformbevægelse Arya Samaj, som havde været aktiv i Hyderabad siden 1890’erne og som spredte sig hurtigt fra 1920’erne, blev i stedet en politisk kraft. Sammen med den pan-indiske, hindunationalistiske Hindu Mahasabha ledte Arya Samaj den politiske mobilisering af hinduer og stod i spidsen for den satyagraha som blev iværksat mod myndighederne i oktober 1938.
Andhra Jana Sangh, der havde været aktiv blandt hinduistiske telugutalende, skiftede navn til Andhra Mahasabha og fik fra 1937 en politisk profil. Under Telanganaoprøret kom organisationen under indflydelse af kommunisterne.
Andre indiske politiske partier havde også indflydelse over udviklingen i Hyderabad, selv om det ikke var tilladt at operere i staten. Det omfattede først og fremmest Kongrespartiet, som fra 1930’erne ønskede Hyderabad som en del af et selvstændigt og forenet Indien, samt Kommunistpartiet, som organiserede militante bondeoprør i Telangana.

### Administrativ inddeling
I 1856 blev Hyderabad inddelt i fire divisioner: Aurangabad, Bidar, Gulbarga og Warangal. En omorganisering af inddelingen fandt sted i 1905, da Medak (Gulshanabad) erstattede Bidar som division. Divisionerne var inddelt i distrikter, som igen var inddelt i talukaer. Den administrative inddeling omfattede ikke nizamens private gods. Distriktet Atraf-i-Baldah (“byens forsteder”) bestod af områder omkring byen Hyderabad. Ellers havde divisionerne og distrikterne navn efter den vigtigste by i området.
Efter 1905 var divisionerne og distrikterne:
| Aurangabad division - Aurangabad distrikt - Bhir distrikt - Nanded distrikt - Parbhani distrikt | Gulbarga division - Bidar distrikt - Gulbarga distrikt - Osmanabad distrikt - Raichur distrikt | Medak (Gulshanabad) division - Atraf-i-Baldah - Mahabubnagar distrikt - Medak distrikt - Nalgonda distrikt - Nizamabad distrikt | Warangal division - Adilabad distrikt - Karimnagar distrikt - Warangal distrikt |

### Forsvars- og udenrigspolitik
I den tid hvor Hyderabad var en vasalstat under Storbritanniens kontrol, var det ikke muligt at drive selvstændig udenrigs- og forsvarspolitik. Staten havde heller ikke mulighed for at deltage i mellemstatslige organisationer.
Nizamen kunne dog have politisk indflydelse udover sin egen stat, bl.a. gennem sin indflydelse som den vigtigste muslimske statsleder i Indien. Under første verdenskrig udstedte nizamen et dekret, der opfordrede indiske muslimer til at deltage i krigen på briternes side, selv om det betød, at de indiske muslimer derved skulle kæmpe mod det muslimske osmanniske rige, under ledelse af sultanen, der også var kalif, islams øverste leder. Som belønning for sin loyalitet blev nizamen i 1918 af briterne givet titlen His Exalted Highness. Omvendt havde han tæt kontakt med Kalifat-bevegelsen og protesterede offentligt mod behandlingen af kaliffen, for at presse briterne og for at fremstå som muslimsk leder.
Forholdet til andre fyrstestater og Britisk Indien
Da Fyrstekammeret blev oprettet i 1921, var nizamen, som den fremmeste indiske hersker, et selvskrevent medlem. Imidlertid afslog nizamen invitationen til samarbejde og nægtede at deltage i Fyrstekammerets arbejde. Han ønskede ikke at engagere sig i et forum, hvor han risikerede at måtte forholde sig til fyrster af langt lavere status end den han selv nød. Nizamens var i den sammenhæng på linje med de øvrige indiske fyrster, der havde krav på 19-21 skud i salut.
I 1930 blødte nizamen dog midlertidigt op over for sin modstand mod Fyrstekammeret, da dette blev inddraget i forberedelser til rundbordskonferencerne i London om Indiens fremtid. Nizamen sendte en delegation med observatørstatus til Fyrstekammerets forberedende møder. Til selve rundbordskonferencen sendte Hyderabad som sin representant Akbar Hydari. Hyderabad udtrykte støtte til planerne om en indisk føderation, men prioriterede spørgsmålet om fuld suverænitet over Berar højere og lagde vægt på spørgsmålet om Hydeberads fremtid i en eventuel indisk forbundsstat.
Gryende diplomati
Ved Indiens deling i 1947 blev Hyderabad mere aktiv som selvstændig aktør i forhold til omverdenen. Ved delingen sluttede Hyderabad sig hverken til det muslimske Pakistan eller det omkringliggende Indien, men Hydeberad og Indien udvekslede diplomater for at varetage forbindelserne. Hyderabad havde nære forbindelser til Pakistan og ydede den nye nation et lån på 15 millioner britiske pund. En handelsrepræsentation blev oprettet i London, og Portugal blev kontaktet for at undersøge mulighederne for brug af Goa som havneby. Det blev ført drøftelser med Frankrig om at etablere diplomatiske forbindelser. Under krisen med Indien sendte Hyderabad en delegation til FN for dér at fremme sin sag.
Militær
Militæret var efter statens grundlæggelse organiseret efter Mogulrigets system, men udviklede sig i decentral retning og med brug af udenlandske tropper. Hærstyrkerne var i den første tid sammensat af enkeltafdelinger etableret og ledet af adelsmænd. I anden halvdel af 1700-tallet blev der inddraget og rekrutteret tropper ledet af franskmændene og i takt med, at briternes indflydelse blev øget, tilsvarende britisk ledede afdelinger. Den britisk kontrollerede styrke blev kaldt Hyderabad Contingent. Nizamen etablerede sit eget kavaleri. I 1847 organiserede nizamen desuden en privat garde til beskyttelse af sit privatgods, sarf-e-khas.
Udover hyderabadere og kontingenter fra andre dele af Indien, blev også arabere, afghanere og afrikanere rekrutteret til militærtjeneste i Hyderabad. I 1856 blev en afrikansk kavaleriafdeling på 300 mand etableret. Den var under ledelse af rajaen af Wanaparthy. Adels- og stormænd kunne have sine egne soldater.
Efter at Berar i 1853 blev overgivet til briterne for at finansiere den britiske styrke i Hyderabad, mistede nizamen kontrol over styrken. Et eget militærdepartement under ledelse af statsministeren blev oprettet i 1865 og militærmagten blev mere centraliseret. Året efter overtog nizamen kontrollen med det afrikanske kavaleri. Et elefantkavaleri udstationeret i Secunderabad kom også til.
Nizamen viste sin loyalitet overfor kolonimagten ved at bidrage økonomisk til forsvaret af det indiske koloniriges ydre grænser og oprettede i 1893 to kavaleriafdelinger, hver på 400 mand, til samme formål. Afdelingene var en del af Imperial Service Troops. I 1931 talte bidraget til dette oplæg 1.073 mand. Nizamerne bidrog til Storbritanniens krigsindsats i første og anden verdenskrig, både med tropper og med økonomisk støtte. Landets militære styrker blev også brugt til livvagttjenester for nizamen og til at bevogte fængslene.
I 1926 talte de hyderabadske styrker 6.000 regulære soldater og 12.000 irregulære, hvortil kom nizamens egne styrker. Forsvarsstyrkene blev i 1934 reorganiseret under ledelse af britiske officerer. Arveprinsen blev da gjort til general og øverstkommanderende for det som fik navnet Hyderabad State Forces. Landets væbnede styrker bestod af et kavaleri med lansenerafdelinger og en træningsskvadron og et infanteri på tre afdelinger og et øvelseskompagni. Derudover fandtes en artilleriafdeling. Under anden verdenskrig blev rekrutteringen øget og fire afdelinger blev sendt udenlands for tjeneste.
Størrelsen af Hyderabads militære styrker efter anden verdenskrig varierer. En kilde angiver, at landet i 1948 havde 70.600 regulære soldater og 10.000 irregulære. En britisk rapport fra 1948 vurderede det imidlertid således, at Hyderabad havde 24.000 mand under våben, men at bare 5–6.000 af disse var tilstrækkeligt uddannet og udrustet. Hyderabad havde nogle gamle pansrede køretøjer og et ukendt antal bæltekøretøjer, men ingen kampvogne og heller ingen fly. Etter verdenskrigen overvejede Hyderabad at oprette et flyvevåben.

### Retsvæsen og politi
Fra 1870’erne blev det britisk-indiske retssystem gradvis indført. Da befolkningen var flerkulturel, herskede der retspluralisme, særlig på områder som var reguleret internt i de forskellige befolkningsgrupper, uanset om dette var en religiøst baseret regulering eller bestemt af et kastesystem. Dette var gældende særlig på områder som ægteskab, adoption og arv.
En højere domstol, kaldet High Court, blev efter britisk forbillede indført i 1890. Indtil 1921 var der ikke adskillelse af den udøvende og den dømmende magt i Hyderabad. Lokalt havde retshåndhævelsen været varetaget af skatteopkræverne. I 1921 blev funktionerne adskilt. I forbindelse med reformen i 1921 opstod et behov for dommere og andre retstjenestemænd, hvilket blev løst ved at ansætte kompetente personer fra Britisk Indien. Landet havde ved begyndelsen af 1940’erne én højesteretsdommer og 12 ordinære dommere, samt 296 dommere på lavere niveau.
Hyderabad havde et velorganiseret hemmelig politi, Khofi, der havde et net af informanter, der strakte sig ind i de fleste sfærer og ned til lokalt gadeniveau. Da den politiske mobilisering i 1930’erne ledte til organiseret politisk opposition mod den rådende styreform, risikerede politisk aktive at blive fængslet. Den civile ulydighedskampagne som blev sat i gang i 1938 blev mødt med arrestationer. Partier og organisationer kunne forbydes, ligesom der var begrænsninger i ytrings-, forsamlings- og organisationsfriheden.
Det var forholdsvis lav kriminalitetsrate i landet. I 1941, da landet havde 16,3 millioner indbyggere, blev det registreret 79.626 kriminalsager. Politistyrken talte 15.466 mand.

### Statens indtægter
Indtægter fra jordbrug var den vigtigste statsindtægt. Dette var længe den helt dominerende indtægt for staten, men i løbet af 1900-tallet blev indtægter i form af told og afgifter også en vigtig indtægtskilde. I 1884–1885 havde staten 18.670.000 rupi i indtægt fra jordbrugene, mens toldindtægterne var på 4.825.000 rupi og indtægterne fra afgifter og opium på 3.586.000 rupi. For året 1935–1936 var dette ændret til 33.557.000 rupi i indtægter fra jordbrug, 19.619.000 rupi fra afgifter og opium og 10.467.000 rupi i toldindtægter. Jernbanen, som ved slutningen af 1800-tallet var en udgift for staten, gav i 1930’erne overskud og statsindtægter. I 1884–1885 var indtægterne fra jernbanen på 1.331.000 og udgifterne på 2.501.000. I 1935–1936 var dette steget til 10.400.000 rupi i indtægter og 157.000 rupi i udgifter.
Statsindtægterne steg fra 41.700.000 rupi i 1900–1901 til 209.900.000 rupi i 1947–1948. I perioden 1900 til 1948 var som oftest overskud på statsfinanserne, bortset fra i årene fra 1930 til 1934, og i statens sidste år.
Landets økonomi, regnet i statsindtægter og -udgifter, var i 1947–48 på niveau med Belgiens og ved FN’s grundlæggelse var Hydeberads statsbudget blandt de større af medlemslandenes.

### Symboler
Hyderabads symboler er nært knyttet til nizamdynastiet. Fra stormogulen i Delhi havde nizamene fået ret til at føre et specielt insignium, fisken eller mahi-o-maratib, som var et af de mest fornemme værdighedstegn. Insigniet bestod af en metalfigur på toppen af en stang. Den blev båret foran nizamen.
I Chowmahalla-paladset havde nizamen sin masnad eller trone. Den var fremstillet af hvid marmor og placeret i en stor hal, hvor nizamen holdt durbar eller hof. Til sølvjubilæet for Osman Ali Khans regering som nizam, blev der i 1936 fremstillet en ny tronstol med baldakin.
Hyderabad havde flere flag gennem historien. Mod slutningen af statens eksistens blev der benyttet et gult flag med grønne og hvide striber. I et rundt felt i midten fandtes et skjold med nizamens titel asaf jah nizam ul mulk og over dette en dastar, den specielle turban, som de ledende mænd benyttede. Flaget havde også påskriften al lovprisning til Gud øverst og nizamens navn nederst. Flaget var nært knyttet til nizamdynastiet og blev kaldt asafiaflaget. Et andet flag benyttet tidligere af Hyderabad var delt i grønt og rødt med en stjerne og halvmåne i midten.
Rigsvåbnet, nizamens mærke, fandtes i forskellige varianter. Det var rundt og havde en inskription og over dette et lille våbenskjold med en dastar over dette. Under dette slyngede sig et bånd med påskrift. Inskriptionene kundgjorde nizamens fulde titel og navn, på urdu i det runde felt, på engelsk på båndet under. To løver holdt våbenet.
Hydeberad havde også en nationalsang. Teksten var på arabisk og urdu.

## Økonomi og erhvervsliv
Hyderabad havde en landbrugsøkonomi. Store dele af befolkningen i landsbyerne levede under feudale ejendomsforhold. Til trods for store naturressurser og mineralforekomster og begyndende industrialisering, forblev Hyderabad et land, hvor befolkningen i høj grad ernærede sig ved landbrug.

### Landbrug
Allerede fra statens grundlæggelse havde nizamen skaffet sig kontrol med størstedelen af jordbrugsarealet. Agrarstrukturen, som blev etableret af Asaf Jah I, blev ikke ændret i statens levetid. Indtægter fra landbruget blev benyttet til at holde hof, finansiere statsadministrationen og opretholde militære styrker. Herskerne benyttede også kontrollen over fordelingen af jord til at tildele indtægtsrettigheder til adelen. Nizamdynastiet knyttede til sig en muslimsk adelsklasse, men systemet inkorporerede også den eksisterende hinduistiske adel.
Agrarstruktur
Nizamen tildelte jagir, (len) på indtægterne fra land. Jagir kunne tildeles i bytte mod tjenester, eller for at give en bestemt person sikre indtægter. Lenet gav indehaveren af lenet retten til indtægter fra jorden, men ikke ejendomsretten til den. Tildeling af en jagir skete ved sanad, et officielt brev fra nizamen, og gav personlige rettigheder, som ikke kunne overdrages til andre. Indehaveren af en jagir blev kaldt jagirdar. Også skatteindkrævningen blev håndteret af jagirdarer, som også udpegede tjenestemænd i de områder, som de havde råderet over. Jagirdarene kunne også have politi- og dommermyndighed. Ofte var jagirdarene fraværende godsejere, der opholdt sig i Hyderabad by. En jagir kunne gå i arv eller være personlig, og kunne også gives til moskeer og hindutempler. Nogle blev givet i bytte mod at modtageren stillede soldater til tjeneste for nizamen, andre blev givet i stedet for løn. I praksis udviklede mange af jagirene sig til at blive arvelige godser.
Halvdelen af den dyrkede jord var kronland (khalsa) og blev administreret af den statslige skatteopkrævning. Den anden halvdel tilhørte godsejerne, jagirdarerne. Nizamens personlige gods, sarf-e-khas, udgjorde 10 % af de dyrkede arealer og havde sin egen administration som forblev upåvirket af de moderniseringstiltag, der ellers skete i statsforvaltningen.
Jorden blev dyrket af bønder, som var daglejere og landarbejdere. Systemet med tvangsarbejde, begar, var udbredt og vanskeligt at afskaffe, selvom det gentagne gange blev erklæret forbudt.
Afgrøder
I 1901 blev 41,4 % af den dyrkede jord benyttet til sorghum, 10,7 % til bomuld, 8,2 % til perlehirse, 4,5 % til ris og 4,2 % til sesam.

### Naturressourcer og industri
Hyderabad var rig på naturressourcer. Deccan er historisk kendt for sine diamantforekomster. Indenfor grænserne til staten Hyderabad fandtes diamanter ved floden Krishna i den sydlige del af staten. Der var længe udvundet diamanter fra dette sted, og da mulighederne for industriel drift blev undersøgt, blev det konstateret, at der ikke længere var grundlag for drift. Hyderabad havde tillige forekomster af glimmer, korund og granat.
Også guld har været udvundet i området gennem længere tid. Industriel udvinding af guldforekomster mellem floderne Krishna og Tungabhadra, blev sat i gang mod slutningen af 1800-tallet.
Kulforekomster nordøst i landet blev opdaget i 1872. Selskabet Hyderabad (Deccan) Company fik i 1886 koncession til at udvinde kul fra kulfelterne i Singareni og i 1904 blev der udvundet 426.278 ton kul derfra. I 1920 overtog selskabet Singareni Collieries Company driften af kulfelterne. Kullet blev fragtet fra minen med jernbane til Dornakal. I 1928 beskæftigede kulmineselskabet omkring 11.000 personer.
Forekomster af jernmalm fandtes flere steder i staten. Det blev fremstillet digelstål, der blev eksporteret. En kobberåre blev fundet i distriktet Nalgonda og i distriktet Karimnagar fandtes grafit. Langs jernbanesporerne til Great Indian Peninsula Railway blev udvundet kalksten til brug som byggemateriale både indenlands og for eksport.
I 1900-tallet blev investeret i cementproduktion, kemisk industri og gødningsindustri. Fra 1930 til 1946 voksede industriproduktionen i staten 2,3 gange. Landet havde seks tekstilfabrikker, 84 garverier og tobaksindustri med produktion af cigaretter. Det blev også produceret spiseolie. I håndværksindustrien blev blandt andet produceret tæpper, læder- og metalvarer.

### Pengevæsen
Efter Hyderabads selvstændighed fra Mogulriget, blev Mogulrigets mønt fortsat benyttet i Hyderabad, men staten skaffede sig hen ad vejen sit eget møntvæsen. I 1856 blev møntvæsenet reformeret, og året efter blev de mange private møntværker lukket. Fra 1858 blev mogulkejserens navn byttet ud med nizamens titel på mønterne. Fra slutningen af 1800-tallet blev møntproduktionen gjort maskinel, og der blev præget mønter af guld, sølv, kobber og nikkel. Sølvmønter fra Hyderabad var populære under anden verdenskrig og i juni 1944 blev der produceret 14,5 millioner sølvmønter.
Hyderabad benyttede rupi som pengeenhed. Frem til 1918, hvor Hyderabad begyndte at trykke sedler, blev alene benyttet mønter. I 1942 blev centralbanken Hyderabad State Bank etableret.

### Bankvæsen
Særlig i første halvdel af 1800-tallet havde private banker og bankierer betydelig magt i Hyderabad. Statsindtægterne kom i hovedsagen fra landbruget. Indtægterne kom primært i forbindelse med høsten, og staten var i løbet af året afhængig af lån fra bankerne for at skaffe fornøden likviditet hen over året. Bankene førte også regnskab for staten, slog selv mønt og holdt soldater til indkrævning af gæld. Bankvirksomhederne blev drevet af familiefirmaer og erhvervet var domineret af hinduer fra Gujarat og Marwar, samt gosainere.
Med diwan Salar Jungs reformer af forvaltningen og systemet for skatteopkrævning blev bankernes magt reduceret. I 1868 blev det også etableret en almindelig bank, kaldet State Bank, egentlig en filial af Bank of Bengal.

### Post- og telefonvæsen
Staten Hyderabad havde et postvæsen. Frimærkeudgivelser begyndte i 1869. Fra 1856 blev posttjenesten sat på kontrakt med private aktører, men et nyt statsligt postvæsen blev indført i 1869. Der blev da etableret postkontorer i distrikterne. Posten blev fragtet med jernbanen og af postløbere. Udover Hyderabads eget postvæsen, havde også Britisk Indiens postvæsen kontorer i landet. Det blev i 1882 indgået postaftale mellem Hyderabad og det kejserlige postvæsen i Britisk Indien. I 1902–1903 havde Hyderabads postvæsen 248 postkontorer i landet, mens det fandtes 38 britisk-indiske postkontorer. Hyderabads postvæsen leverede det år 6.683.718 forsendelser, mens britisk-indisk postvæsen ekspederede 6.461.073.
Telefonen blev indført af Bombay Telephone Company i 1884, men blev hurtigt overtaget af staten. Ved begyndelsen af 1900-tallet havde 154 kontorbygninger og boliger indlagt telefonlinje, hvortil kom 71 statsinstitutioner.

### Transport
Vejene i Hydeberad havde længe en ringe standard. Frem til 1868 fandtes hovedveje mellem Hyderabad og byene Sholapur, Gulbarga, Kurnool, Masulipatnam, Hanamakonda og Nagpur. Vejnettet blev udbygget fra 1.997 km i 1891 til 2.597 km i 1901. I 1948 havde staten 10.673 km vej, hvoraf 7.960 km havde fast overflade (asfalt eller tilsvarende).
Jernbane
Udbygningen af jernbanenettet i Hyderabad blev påbegyndt i 1870’erne som følge af, at Great Indian Peninsula Railway (GIPR) anlagde en strækning tværs over den indiske halvø, en linje der løb mellem Bombay og Madras. Denne strækning løb gennem den sydlige del af staten og udenom hovedstaden Hyderabad. Statens Hyderabads eget jernbanenet blev bygget med en linje, der knyttee hovedstaden til GIPRs station i Wadi, en linje nordøstover fra Hyderabad til Warangal og derfra videre til Dornakal og sydover over grænsen til havnebyen Bezawada. Der blev også anlagt en linje mellem Dornakal og kullejerne i Singareni. I 1900 blev banen fra Hyderabad til Manmad gennem Godavari-dalen indviet.
Bustransport
Den statsejede jernbane engagerede sig også i landevejstransport og etablerede i juni 1932 virksomheden Road Transport Service, der drev busser. Med hensyn til passagertrafik udviklede bustrafikken sig til at blive vigtigere end jernbanen. I oktober 1947 befordrede jernbanen 1.657.276 passagerer, mens bustransporten i januar 1948 fragtede 3.398.852 passagerer.
Luftfart
I 1935 fik Hyderabad sin første flyrute, da Tata Airlines lod sine fly på ruten Karachi–Madras mellemlande i Hyderabad. I 1938 åbnede et luftfartskontor, Air Department, organiseret under den statslige jernbaneadministration. Der blev anlagt flyvepladser og anskaffet fly. Luftfartskontoret havde også ansvar for oplæring af personale. Vigtigste flyveplads var Begumpet ved Hyderabad. I 1941 blev indviet flyvepladser i ved Aurangabad og Adilabad. Jernbanens Air Transport Service opererede fly for charter og fra 1940 tillige en post- og passagerrute til Bangalore. I 1945 blev Hydeberad den første fyrstestat med sit eget flyselskab, da flyselskabet Deccan Airways blev grundlagt. Ingen andre af fyrstestaterne nåede at oprette flyselskaber inden Indien blev delt og de sidste fyrstestater optaget i Indien eller Pakistan.

### Turisme
Hydeberad havde ingen større turismeindustri. I juni 1948 blev i en artikel i Hyderabad Government Bulletin on Economic Affairs argumenteret for, at der skulle etableres et statsligt turistkontor for at tiltrække besøgende til staten. Ajantahulerne blev her fremhævet som et potentielt rejsemål, sammen med gamle templer og moskeer, de historiske forter i Warangal, Bidar og Golconda, samt paladserne. I januar 1948 var der 45 besøgende turister ved State Hotel.

## Samfund

### Kalender
Hyderabad benyttede flere forskellige kalendere. Statsforvaltningen benyttede faslikalenderen, en solkalender indført af Mogulrigets kejser Akbar den Store, samt den islamiske kalender til registrering af fødsler og dødsfald og ved tildeling af titler. Herudover blev den gregorianske kalender også benyttet.
De religiøse grupper fejrede sine egne fester og helligdage. Nizamens fødselsdag var offentlig helligdag, sammen med fødselsdagen for den britiske monark som indisk kejser. Ved tohundreårsjubilæet for statens grundlæggelse blev en indført en uafhængighedsdag. I fasliåret 1337 blev denne fejret den 20. isfandar, tilsvarende den 23. januar 1928.

### Uddannelse
Nizamene og adelen havde tradition for at støtte religiøs uddannelse. Under diwan Salar Jung I blev i 1859 iværksat tiltag for at styrke uddannelsen i persisk og andre sprog gennem statsligt finansierede skoler. Fra 1883 blev skolevæsenet udbygget til at omfatte distrikterne uden for Hydeberad by. Skoler blev også etableret af kristne missionærer, først af anglikanerne i 1834 og kort tid efter af katolikkerne. De kristne skoler udvidede løbende deres skolesystem i følgende år. Indtil begyndelsen af 1900-tallet fandtes ikke noget samlet uddannelsessystem. Grundskolen var på 4 år, og ledte til eventuelle videre studier i mellemskolen.
Mellemskolerne havde engelsk som undervisningssprog og forberedte elevene til videre studier i det britisk-indiske uddannelsessystem. Dar ul Ulum, et college grundlagt i 1856, var tilknyttet Punjab University. I 1886 blev Nizam College grundlagt. Skolen havde tilknytning til University of Madras og havde i 1900 omkring 40 studenter.
Særlig dygtige elever kunne udvælges af diwanen til videre skolegang, og der fandtes stipendieordninger, der støttede studier i England for børn af familier fra Hyderabad. Da mange hinduer var skeptiske overfor udlandsrejser, var dette en ordning som særlig den muslimske befolkning benyttede sig af. I 1911 fandtes 88 offentlige mellemskoler med i alt ca. 16.000 elever, samt 15 private mellemskoler med til sammen 500 elever.
Omkring første verdenskrig skete en yderligere satsning på uddannelse. Udgifterne til skolevæsen blev forøget og elevtallet steg. Statens udgifter til skole og uddannelse 1,17 % af budgettet i 1910 til 10,45 % i 1931 og andelen af børn under uddannelse steg i samme periode fra 5,1 % til 14,9 %. Særlig den videregående skolegang ekspanderede og der blev en bedre koordinering i det statslige skolevæsen. Til trods for dette gik det trægt med at bekæmpe den omfattende analfabetisme i befolkningen. I 1931 kunne blot 5 % af befolkningen læse og skrive.

### Højere uddannelse og forskning
I 1918 blev landets første universitet, Osmania University, grundlagt. Undervisningssproget var urdu og universitetet var det første i Indien, hvor et af landets egne sprog blev benyttet. Universitetet holdt til i lejede lokaler, indtil der i 1930’erne blev opført egne bygninger. Den første af disse var Arts College, indviet i 1938 og opført i indo-sarasensk stil. Selv efter grundlæggelsen af universitetet forblev Nizam College en eliteinstitution, der tiltrak de bedste studenter. I 1935 var antallet studerende ved Nizam College øget til 300, mens Osmania University havde 1.806. Universitetet fik fakulteter for teologi, humanistiske fag, naturvidenskab, matematik, retsvidenskab, ingeniørvidenskab og medicin, samt et eget Women's College. Universitetets budget for året 1940–1941 var på 2.116.819 hyderabadske rupi.
I 1901 etablerede Zafar Jung et observatorium, Nizamiah Observatory, der blev overladt til staten i 1907. I 1919 blev observatoriet tilknyttet Osmania University. Det var udstyret med teleskop for udforskning af verdensrummet. Observatoriet deltog i det internationale projekt Carte du Ciel, som den eneste asiatiske institution. Det blev også udstyret med meteorologisk udstyr samt en seismograf til brug for studier af jordskælv.
Nawab Imadul Mulk grundlagde i 1886 Dairat-ul-Maarif med det formål at udgive sjældne arabiske manuskripter. Fra 1926 blev dette tilknyttet Osmania University.
Archaeological Department gennemførte arkæologiske undersøgelser flere steder i landet, blandt andet i Ajantahulene og Ellorahulene, og ved Warangal, Gulbarga, Bidar, Maski og Paithan.
En medicinuddannelse blev i 1846 etableret ved oprettelsen af Hyderabad Medical School, senere kaldet Hyderabad Medical College og Osmania Medical College. Den britiske lægen Edward Lawrie, der arbejdede ved denne institution, vakte opmærksomhed med studier af sikkerheden ved brug af kloroform som bedøvelse. Forskningen var støttet økonomisk af nizamen, som også havde Lawrie som livlæge.
Anden betydelig forskning fandt sted i slutningen af 1800-tallet i forbindelse med de studier, der blev foretaget af Ronald Ross vedrørende malaria og malariaparasitter. Ross blev i 1902 blev tildelt Nobelprisen i medicin.
Undervisningsinstitutionen The Hyderabad Academy blev grundlagt i 1939.

### Sundhed
I begyndelsen af 1900-tallet blev feber rapporteret som hyppigste dødsårsag, efterfulgt af diarré, dysenteri og andre maveonder, samt kopper. Befolkningen blev også ramt af kolera og pest. Kvinderne blev tidligt gift og mange døde i barselsengen.
Ved begyndelsen af 1940’erne havde distriktshovedstæderne sygehuse, mens der i de lokaladministrative enheder fandtes samarittjenester eller apotek. Medicin var også tilgængelig i kraft af omrejsende apoteker. Ved sygehusene blev ansat kvindelige læger for at kunne tilbyde lægehjælp til kvinder. Osmania General Hospital havde en zenanaafdeling. Egne tuberkuloseinstitutioner blev etableret for at bekæmpe denne sygdom. Det fandtes også en omrejsende biografbil, der blev benyttet til folkeoplysning ved visning af film om folkesundhed i distrikterne. Udover vestlig medicin, blev også unanimedicin praktiseret.

## Kultur
Nizamene havde tradition for at støtte håndværkere, kunstnere og digtere. Efter Salar Jung III fratrådte som diwan (statsminister), viede han sin tid til at samle kunst. Samlingen blev en del af Salar Jung Museum.